# مسجد بيت الرحمن (سونغريانغ)
مسجد بيت الرحمن هو واحد من أقدم المساجد في إندونيسيا، وتقع في مدينة سونغريانغ، التي تبعد سبعة أميال من مدينة باتوسنغهار، الواقعة في كابوباتن في غرب سومطرة من إندونيسيا.

## البناء
تم بناء المسجد بعد اتفاق افراد المجتمع في سونغريانغ في عام 1910 على بناء مسجد جديد مكان المسجد السابق في سونغريانغ انهار في وقت ماضي، وقد تم الانتهاء من بناء المسجد بحلول نهاية عام 1916، وكان المسجد قد شهد عدة تجديدات، ففي عام 1926 بسبب الزلزال في بادانغ بانجانغ تم إعادة بناء المسجد، وفي عام 1988 تم إعادة بناء المسجد، ومع ذلك فان المسجد تضرر بشدة من زلزال عام 2007، تم هدم المبنى كاملا لأنه لم يعد جديرا بالاستخدام، وجرى إعادة بنائه بعد وقوع الزلزال بفترة قصيرة واكتملت عملية بتائه في عام 2011، اليوم المسجد يستخدم للأنشطة الدينية للمسلمين، ويستخدم أيضا كوسيلة للتعليم الديني للسكان المحليين، يوصف المسجد بانه واحدا من أروع المساجد في غرب سومطرة.

## التاريخ
وجود المسجد هو جزء لا يتجزأ من تاريخ سونغريانغ، الذي اشتراك في عام 1892 في الصراع مع الحكومة الاستعمارية الهولندية، جنبا إلى جنب مع الدولة الاندونيسية، وفي عام 1910 حل محل المسجد القديم مسجد جديد سمي بمسجد بيت الرحمن، وفي تاريخ السابع والعشرين من شهر كانون الأول عام 1916 تم الانتهاء من بناء المسجد وافتتح باسم جامع، في عام 1926 انهار المسجد بعد أن تعرض لزلزال مدمر في بادانج والمناطق المحيطة بها، وانهار السقف المكون من طابقين، ثم تم إعادة بناء المسجد دون تغيير شكله الأصلي، والأنشطة الدينية في المسجد التي توقفت بسبب الزلزال بدأ إحياؤها.

## إعادة البناء
في عام 2007 تضررت المسجد مرة أخرى وبشدة من جراء الزلزال الذي ضرب عددا من المناطق في غرب سومطرة، ومع ذلك ونظرا لحالة المبنى غير الممكنة للاستخدام، فقد قرر بناء المسجد من جديد بعد هدمه بالكامل، وعلاوة على ذلك وبفضل مساعدة الناس والسكان المحليين، بالإضافة لعدد من المساعدات الأخرى، تم بناء المسجد مرة أخرى في عام 2011، وقد تم تنفيذ إعادة بناء المسجد على مدى 46 شهر، وذلك في الفترة من الحادي عشر من شهر أغسطس عام 2007 إلى الثلاثين من شهر يوليو عام 2011، وافتتحه المحافظ الشرقي إيروان براييتنو في الثالث من شهر سبتمبر عام 2011 .